# Amphoe Bang Lamung
Amphoe Bang Lamung (Thai: อำเภอ บางละมุง) ist ein Landkreis (Amphoe – Verwaltungs-Distrikt) im südlichen Teil der Provinz Chonburi. Die Provinz Chonburi liegt im Osten der Zentralregion von Thailand.
Die größte und bekannteste Stadt in diesem Amphoe ist Pattaya.

## Geographie
Die benachbarten Amphoe sind im Uhrzeigersinn von Norden aus: Amphoe Si Racha der Provinz Chonburi, die Amphoe Pluak Daeng, Nikhom Phatthana, und Ban Chang der Provinz Rayong. Im Süden liegt Amphoe Sattahip der Provinz Chonburi, im Westen grenzt der Landkreis an den Golf von Thailand.

## Geschichte
In der Vergangenheit lag Mueang Bang Lamung in Ban Bang Lamung, Tambon Bang Lamung. Später wurde Bang Lamung zu einem Bezirk, dessen Verwaltungsgebäude am Ufer des Khlong Nok Yang lag. Als sich Khlong Nok Yang nicht mehr für den Wassertransport eignete, verlegte im Jahre 1909 der Bezirksvorsteher Phraya Sattaya Nukun (Choem) das Verwaltungsgebäude an die Küste im Tambon Na Kluea. Am 21. Oktober 1952 wurde das Verwaltungsgebäude vollständig durch einen Sturm zerstört. Ein temporäres Büro wurde zunächst in der Schule Bang Lamung an der Thanon Sukhumvit (Sukhumvit-Straße) eingerichtet. 1953 wurde mit Regierungsgeldern ein neues Gebäude auf dem Schulgelände erbaut. Es befindet sich noch heute dort.

## Bildung
Seit 1993 befindet sich hier die private Asian University, früher Asian University for Science and Technology. Man erreicht die Universität über die Landesstraße 331. Ebenfalls in diesem Amphoe befindet sich der Nebencampus Pattaya der staatlichen Thammasat-Universität.

## Sehenswürdigkeiten

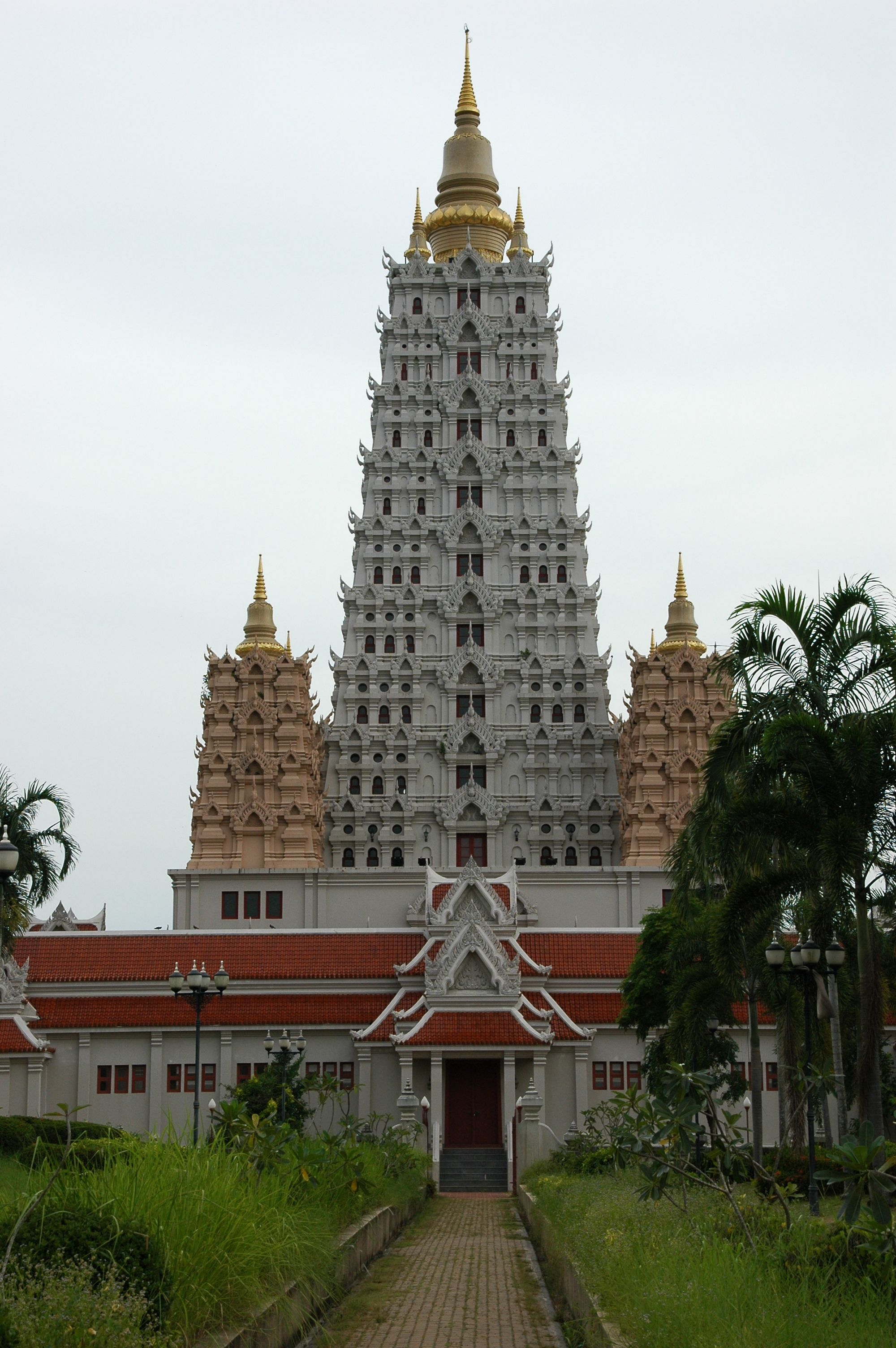
Chedi des Wat Yansangwararam

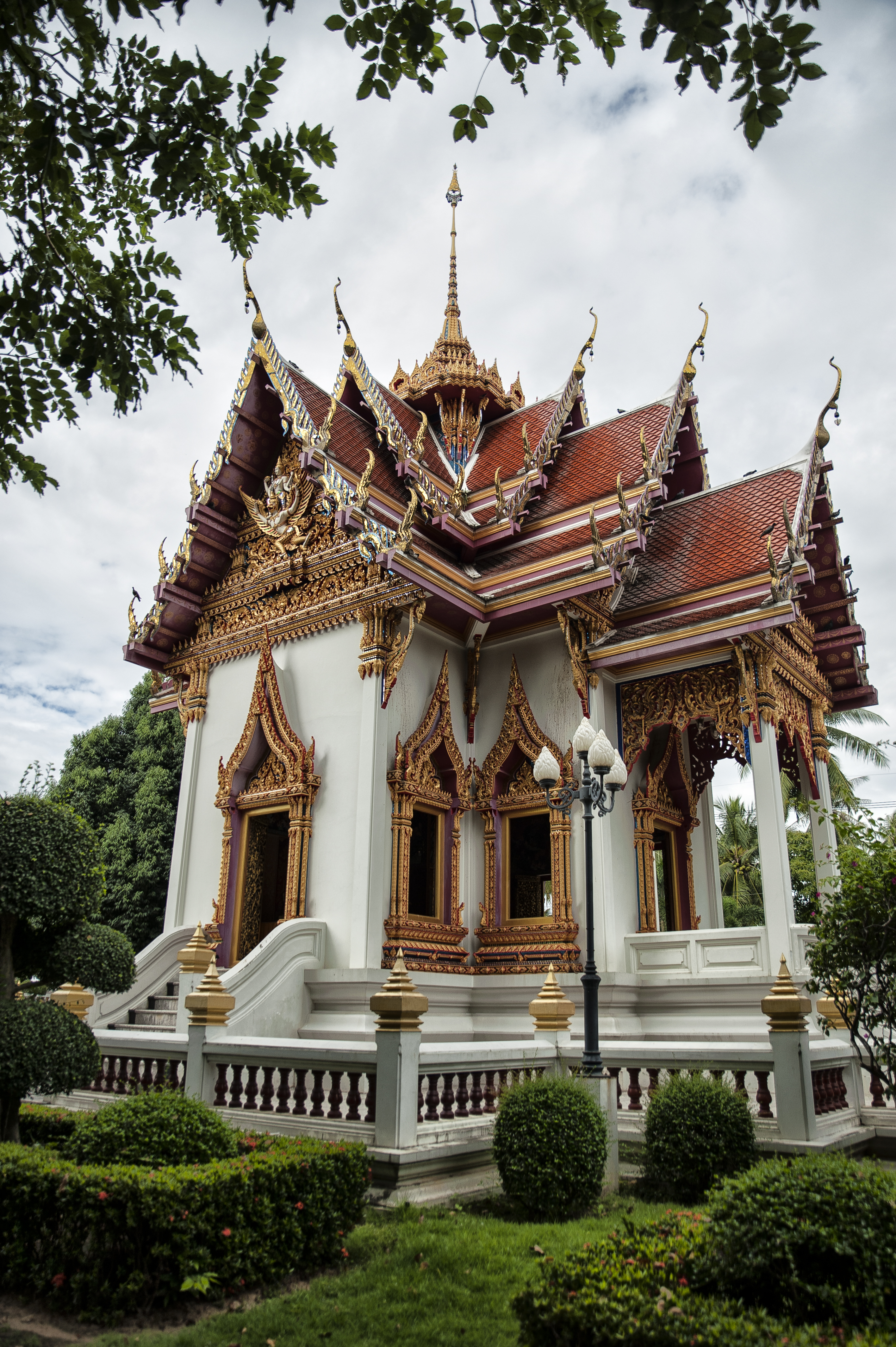
Wat Nong Ket Yai

- Wat Yansangwararam
- Wat Nong Ket Yai

## Sport
Mit dem FC Pattaya United ist in dem Bezirk ein Fußballverein der Thai Premier League beheimatet.

## Verwaltung

### Provinzverwaltung
Der Landkreis Bang Lamung ist in acht Tambon („Unterbezirke“ oder „Gemeinden“) eingeteilt, die sich weiter in 61 Muban („Dörfer“) unterteilen.
| Nr. | Name          | Thai       | Muban | Einw.   |
| --- | ------------- | ---------- | ----- | ------- |
| 01. | Bang Lamung   | บางละมุง    | 05    | 020.791 |
| 02. | Nong Prue     | หนองปรือ    | 14    | 131.227 |
| 03. | Nong Pla Lai  | หนองปลาไหล | 09    | 018.295 |
| 04. | Pong          | โป่ง        | 10    | 08.556  |
| 05. | Khao Mai Kaeo | เขาไม้แก้ว   | 05    | 06.008  |
| 06. | Huai Yai      | ห้วยใหญ่     | 13    | 026.210 |
| 07. | Takhian Tia   | ตะเคียนเตี้ย  | 05    | 018.647 |
| 08. | Na Kluea      | นาเกลือ     | 0-    | 045.784 |

### Lokalverwaltung
Die Stadt Pattaya (Thai: เมืองพัทยา, Mueang Phatthaya) hat einen speziellen Verwaltungsstatus und fällt daher nicht in das gewöhnliche Schema der thailändischen Lokalverwaltung. Sie besteht aus dem gesamten Tambon Na Kluea, sowie Teilen der Tambon Nong Prue, Huai Yai und Nong Pla Lai.
Die Großstadt (Thesaban Nakhon) Laem Chabang (Thai: เทศบาลนครแหลมฉบัง) liegt nur teilweise in Amphoe Bang Lamung. Sie besteht aus dem kompletten Tambon Thung Sukhla und den Teilen der Tambon Surasak, Bueng, Nong Kham, Bang Lamung.
Es gibt eine Kommune mit „Stadt“-Status (Thesaban Mueang) im Landkreis:
- Nong Prue (Thai: เทศบาลเมืองหนองปรือ) bestehend aus Teilen des Tambon Nong Prue.

Es gibt fünf Kommunen mit „Kleinstadt“-Status (Thesaban Tambon) im Landkreis:
- Nong Pla Lai (Thai: เทศบาลตำบลหนองปลาไหล) bestehend aus Teilen des Tambon Nong Pla Lai.
- Bang Lamung (Thai: เทศบาลตำบลบางละมุง) bestehend aus den Teilen der Tambon Bang Lamung, Nong Pla Lai, Takhian Tia.
- Huai Yai (Thai: เทศบาลตำบลห้วยใหญ่) bestehend aus Teilen des Tambon Huai Yai.
- Pong (Thai: เทศบาลตำบลโป่ง) bestehend aus dem kompletten Tambon Pong.
- Takhian Tia (Thai: เทศบาลตำบลตะเคียนเตี้ย) bestehend aus Teilen des Tambon Takhian Tia.

Außerdem gibt es eine „Tambon-Verwaltungsorganisationen“ (องค์การบริหารส่วนตำบล – Tambon Administrative Organizations, TAO)
- Khao Mai Kaeo (Thai: องค์การบริหารส่วนตำบลเขาไม้แก้ว) bestehend aus dem kompletten Tambon Khao Mai Kaeo.